# I livets ljusa morgonstund
I livets ljusa morgonstund är en svensk psalm med tre verser som skrevs 1919 av August Bohman. Musiken är komponerad 1921 av Johan Olof Lindberg.

## Publicerad i
- Svenska Missionsförbundets sångbok (1951) nr 657, under rubriken "Ungdomstiden".[1]

### Fotnoter
1. 1 2   Sånger och psalmer musik och text : för enskilt och offentligt bruk. Stockholm: Missionsförb. 1951. Libris 3387612